# تپه اطراف شهر سوخته ۲۹۳
تپه اطراف شهر سوخته شماره ۲۹۳ مربوط به هزاره سوم قبل از میلاد است و در شهرستان زابل، بخش شیب آب، دهستان لوتک، روستای اطراف شهر سوخته، ۱۶/۳۰۰ کیلومتری جنوب پایگاه باستان‌شناسی شهر سوخته واقع شده و این اثر در تاریخ ۲۳ بهمن ۱۳۸۵ با شمارهٔ ثبت ۱۷۳۰۳ به‌عنوان یکی از آثار ملی ایران به ثبت رسیده است.